# Isopterygium microplumosum
Isopterygium microplumosum är en bladmossart som beskrevs av Brotherus 1908. Isopterygium microplumosum ingår i släktet Isopterygium och familjen Hypnaceae. Inga underarter finns listade i Catalogue of Life.